# Миролюбівка (Запорізький район)
Миролю́бівка — село в Україні, Запорізькому районі Запорізької області. Входить до складу Михайло-Лукашівської сільської громади.
Площа села — 166,5 га. Кількість дворів — 171, кількість населення на 1 січня 2007 року — 453 чол.

## Географія
Село Миролюбівка знаходиться на правому березі річки Солона, вище за течією на відстані 4 км розташоване село Колос, нижче за течією на відстані 6 км розташоване село Підгірне. На річці зроблено кілька загат. По селу протікає пересихаючий струмок з загатою.
Село розташоване за 18 км від міста Вільнянськ, за 46 км від обласного центра.
Найближча залізнична станція — Вільнянськ — знаходиться за 18 км від села.

## Історія
Село Миролюбівка виникло на початку 19 століття, на землях поміщика Лукашевича, заселене було селянами-кріпаками. У селі була земська школа.
7 (20) листопада 1917 року, відповідно до Третього Універсалу Української Центральної Ради, увійшло до складу Української Народної Республіки.
Внаслідок поразки Перших визвольних змагань село надовго окуповане більшовицькими загарбниками, встановлено окупаційну радянську владу.
В 1929 р. с. Миролюбівка ввійшло до складу комуни «Гігант», а в 1931 — до артілі «Зоря».
В 1932—1933 селяни пережили сталінський геноцид.
20 вересня 1943 року Миролюбівку було захоплено Червоною армією. День села і досі відзначається в цей день.
З 24 серпня 1991 року село входить до складу незалежної України.
В центрі села знаходяться братська могила червоноармійців і пам'ятник загиблим односельцям.
12 червня 2020 року, відповідно до розпорядження Кабінету Міністрів України № 713-р «Про визначення адміністративних центрів та затвердження територій територіальних громад Запорізької області», село увійшло до складу Михайло-Лукашівської сільської громади.
19 липня 2020 року, в результаті адміністративно-територіальної реформи та ліквідації Вільнянського району, село увійшло до складу новоутвореного Запорізького району.

## Відомі люди
У селі народилися:
- Сеник Олексій (псевд.: Запорізький і Павло Байда; *12 серпня 1909 р. — †1968, Сірак'юс, США) — український письменник, поет, драматург, байкар.